# Tanart Sathienthirakul
Tanart Sathienthirakul (in thailandese ธนาถ เสถียรถิรกุล; Bangkok, 29 novembre 1992) è un pilota automobilistico thailandese, attivo nel GT World Challenge Europe con la Dinamic GT.

## Carriera

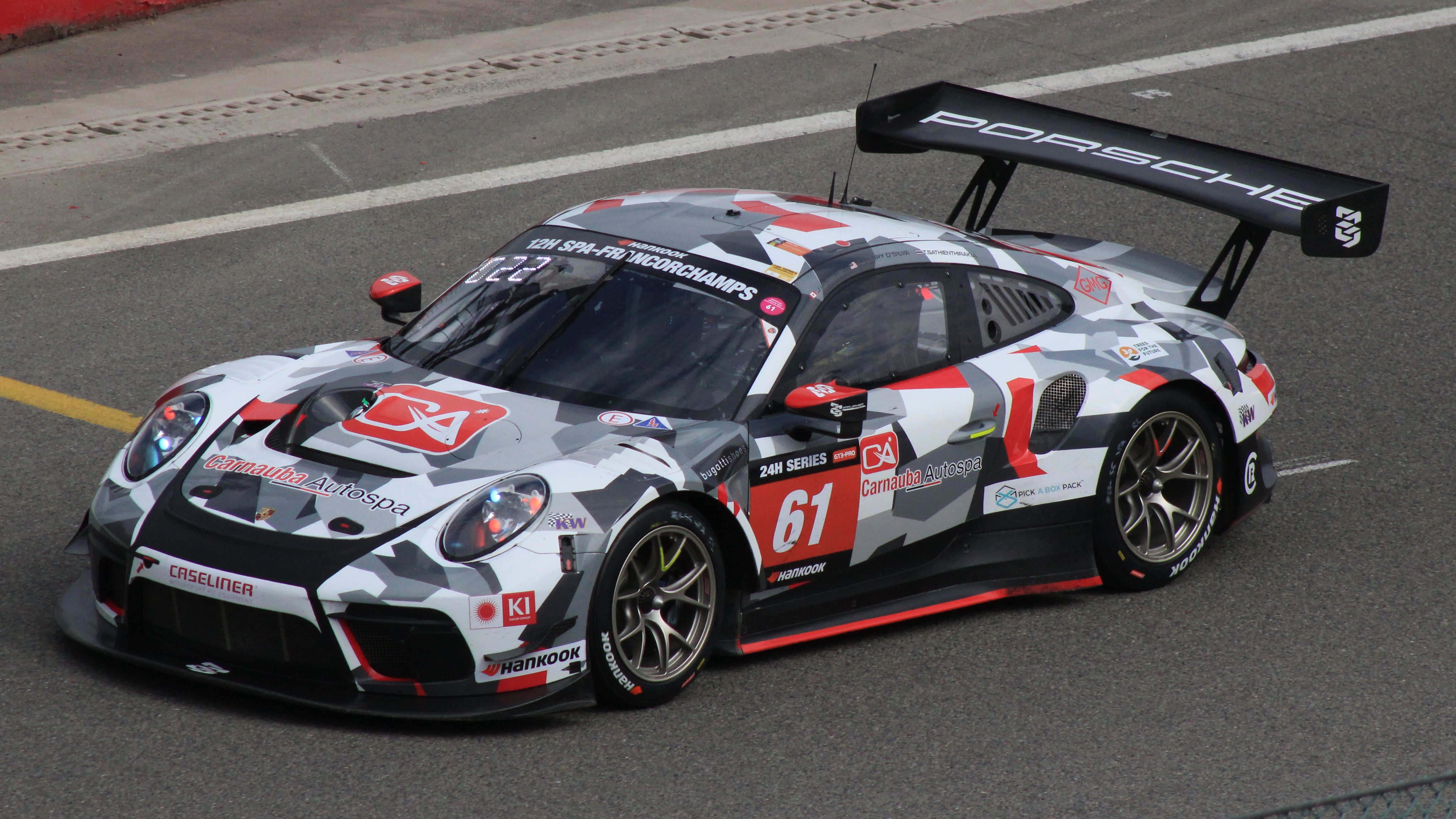
Sathienthirakul alla 24H di Spa 2022

Sathienthirakul ha iniziato la sua carriera nel motorsport nel 2006 nei kart, dove è rimasto attivo fino al 2011. Tra le altre cose, è stato campione tailandese 2009 nella categoria KF2. Nel 2012, Sathienthirakul ha fatto il suo debutto nelle corse di formula e ha gareggiato per la M2 Competition nella Toyota Racing Series. Era 14º nella classifica piloti. Ha poi corso per MP Motorsport nella Formula Renault del Nord Europa. Ha concluso la stagione al 27º posto assoluto. Ha inoltre preso parte a quattro gare della Formula Renault 2.0 Eurocup. 
Nel 2013 Sathienthirakul ha ricominciato l'anno nella Toyota Racing Series. Con la ETEC Motorsport è migliorato fino all'undicesimo posto in campionato. Nel 2013, nella Formula Renault nordeuropea, Sathienthirakul ha guidato per l'ART Junior Team. Anche qui è migliorato fino all'undicesimo posto assoluto. Ha anche completato una partenza da ospite nella Formula Renault alpina. Inoltre, Sathienthirakul ha guidato nella Chinese Formula Masters. Qui ha vinto una gara ed è arrivato settimo nel campionato piloti.
Nel 2014, Sathienthirakul è entrato a far parte del Team West-Tec F3 nell'Euroformula Open. Con un quarto posto come miglior risultato, è stato settimo assoluto. Ha anche preso parte a due gare GT Asia , facendo il suo debutto nelle corse GT . Nel 2015, Sathienthirakul è rimasto con il Team West-Tec F3 nell'Euroformula Open.
Con tre terzi posti, è migliorato fino al quarto posto in campionato. Inoltre, Sathienthirakul ha disputato un weekend di gara nel campionato europeo di Formula 3 per Motopark. Nell'inverno 2015/16 ha gareggiato nella Asian Le Mans Series in diverse classi. Nella stagione 2016 dell'Euroformula Open, Sathienthirakul ha poi gareggiato per RP Motorsport. Un quarto posto è stato il suo miglior risultato ed è arrivato settimo nella classifica piloti. Ha anche gareggiato nel Renault Sport Trophy e nell'Asian Le Mans Sprint Cup.

## Risultati

### Riassunto della carriera
| Stagione  | Campionato                                       | Team                          | Gare | Vittorie | Pole | Gpv | Podi | Punti | Pos |
| --------- | ------------------------------------------------ | ----------------------------- | ---- | -------- | ---- | --- | ---- | ----- | --- |
| 2012      | Toyota Racing Series                             | M2 Competition                | 15   | 0        | 0    | 0   | 0    | 383   | 14º |
| 2012      | Formula Renault 2.0 NEC                          | Manor MP Motorsport           | 20   | 0        | 0    | 0   | 0    | 60    | 27º |
| 2012      | Eurocup Formula Renault 2.0                      | Manor MP Motorsport           | 4    | 0        | 0    | 0   | 0    | 0     | 42º |
| 2013      | Toyota Racing Series                             | ETEC Motorsport               | 15   | 0        | 0    | 0   | 0    | 462   | 11º |
| 2013      | Formula Renault 2.0 NEC                          | ART Junior Team               | 16   | 0        | 0    | 0   | 0    | 123   | 11º |
| 2013      | Formula Renault 2.0 Alps Series                  | ARTA Engineering              | 2    | 0        | 0    | 0   | 0    | 0     | NC† |
| 2013      | Formula Masters China                            | Eurasia Motorsport            | 12   | 1        | 3    | 0   | 6    | 115   | 7º  |
| 2013      | Macau Grand Prix Invitational                    | Eurasia Motorsport            | 1    | 0        | 0    | 0   | 0    | 0     | 6º  |
| 2014      | Euroformula Open                                 | Team West-Tec F3              | 16   | 0        | 0    | 0   | 0    | 67    | 7º  |
| 2014      | GT Asia Series - GT3                             |                               | 2    | 0        | 0    | 0   | 0    | 18    | 31º |
| 2015      | Euroformula Open                                 | Motul Team West-Tec F3        | 16   | 0        | 0    | 0   | 3    | 133   | 4º  |
| 2015      | Campeonato de España de F3                       | Motul Team West-Tec F3        | 6    | 0        | 0    | 0   | 2    | 56    | 4º  |
| 2015      | F3 europea                                       | Motopark                      | 3    | 0        | 0    | 0   | 0    | 0     | 40º |
| 2015-2016 | Asian Le Mans Series - LMP3                      | Team AAI                      | 1    | 0        | 0    | 0   | 1    | 18    | 4º  |
| 2015-2016 | Asian Le Mans Series - GT                        | Bentley Team Absolute         | 1    | 0        | 0    | 0   | 0    | 4     | 23º |
| 2016      | Euroformula Open                                 | RP Motorsport                 | 16   | 0        | 0    | 0   | 0    | 80    | 7º  |
| 2016      | Asian Le Mans Sprint Cup - LMP3                  | Wineurasia                    | 2    | 0        | 0    | 0   | 1    | 18    | 11º |
| 2016      | Renault Sport Trophy - Pro                       | Team Marc VDS EG 0,0          | 9    | 0        | 0    | 0   | 1    | 52    | 5º  |
| 2016      | Renault Sport Trophy - Endurance                 | Team Marc VDS EG 0,0          | 6    | 1        | 1    | 0   | 3    | 63    | 5º  |
| 2016      | 12 Ore di Sepang - GT3                           | Singha Motorsport Team        | 1    | 0        | 0    | 0   | 0    | N/A   | 7º  |
| 2016      | Thailand Super Series - GTM Pro-Am               |                               | 1    | 0        | 0    | 0   | 0    | N/A   | 7º  |
| 2017      | Porsche Invitational Race - Sepang - Overall     | Absolute Racing               | 1    | 0        | 0    | 0   | 0    | 0     | 11º |
| 2017      | Porsche Carrera Cup Asia                         | Absolute Racing               | 13   | 0        | 0    | 0   | 0    | 135   | 7º  |
| 2017      | Thailand Super Series - Super Car GTM            | AAS Motorsports               | 10   | 0        | 0    | 0   | 1    | 0     | 7º  |
| 2018      | Porsche Carrera Cup Asia                         | Est Cola PPT                  | 13   | 0        | 0    | 0   | 2    | 131   | 6º  |
| 2018      | GT Asia - GTC                                    | Est Cola PPT Racing Team      | 1    | 0        | 1    | 1   | 1    | 0     | NC  |
| 2018      | GT Asia - GT3                                    | Est Cola PPT Racing Team      | 2    | 0        | 1    | 0   | 0    | 0     | NC  |
| 2018      | China Endurance Series                           | Craft Bamboo                  | 2    | 0        | 0    | 0   | 0    | 0     | NC  |
| 2019      | Porsche Carrera Cup Asia                         | Bunjong Motorsports           | 14   | 0        | 0    | 0   | 1    | 149   | 6º  |
| 2019      | Blancpain GT World Challenge Asia - GT3 Silver   | Absolute Racing               | 12   | 2        | 1    | 0   | 6    | 140   | 3º  |
| 2021      | 24H TCE Series - TCR                             | BBB - Billionaire Boys Racing | 1    | 1        | 0    | 0   | 1    | 0     | NC† |
| 2022      | 24H TCE Series - TCR                             | BBB - Billionaire Boys Racing | 7    | 5        | 0    | 0   | 0    | 0     | NC  |
| 2022      | GT World Challenge Europe Endurance Cup - Gold   | Singha Racing Team TP 12      | 2    | 0        | 0    | 0   | 0    | 0     | NC  |
| 2022      | Intercontinental GT Challenge                    | Singha Racing Team TP 12      | 1    | 0        | 0    | 0   | 0    | 0     | NC  |
| 2022      | GT World Challenge Asia - GT3                    | AAS Motorsport                | 8    | 0        | 1    | 0   | 1    | 68    | 7º  |
| 2022      | 24H GT Series GT3                                | EBM                           | 2    | 0        | 0    | 0   | 0    | 0     | NC  |
| 2023      | 12 Ore di Sepang                                 | AAI Motorsports               | 1    | 0        | 0    | 0   | 0    | 0     | 6º  |
| 2023      | GT World Challenge Europe Endurance Cup - Silver | Dinamic GT Huber Racing       | 1    | 0        | 0    | 0   | 0    | 10    | 5º* |

† Non idoneo per i punti campionato.
* Stagione in corso.